# パディ
パディ（インドネシア語: Padi）はインドネシアのロック・バンド。スラバヤで結成された。
1999年にアルバム「Lain Dunia」でデビューしたメロディックなオルタナティヴ・ロック・バンドである。ワーナー・ミュージック・インドネシアが2002年に発表したコンピレーション・アルバム「クリア・トップ10アルバム」に彼らの曲「Sesuatu Yang Indah」が収録されている。

## ディスコグラフィー

### シングル
- Sobat - Indie 10
- Work of Heaven - OST World Cup 2002
- Doaku - Family Songs Hadad Alwi (2003)
- Saksi Gitar Tua - Tribute to Ian Antono (2004)
- 26 Desember - Kita Untuk Mereka
- Terbakar Cemburu (2010)
- Tempat Terakhir (2011)
- Sahabat Selamanya - 「ウピンとイピン」サウンドトラックより

### アルバム
- Lain Dunia (1999)
- Sesuatu Yang Tertunda (2001)
- Save My Soul (2003)
- Padi (2005)
- Tak Hanya Diam (2007)

### コンピレーション・アルバム
- The Singles (2011)